# Шапиро, Абрам Борисович
Абра́м Бори́сович (Бе́ркович) Шапи́ро (1890—1966) — советский лингвист, лексикограф, специалист в области современного русского языка. Доктор филологических наук (1947), профессор.

## Биография
Окончил Московский университет в 1914 году. В 1929—1931 доцент там же. В годы войны работал профессором МГПИ им. В. П. Потёмкина. Награждён орденом Трудового Красного Знамени, медалью «За доблестный труд в Великой Отечественной войне 1941—1945 гг.», «В память 800-летия Москвы».
В 1949 году вернулся на филологический факультет МГУ и работал там профессором до 1958 года.

## Научная деятельность
3анимался проблемами пунктуации и орфографии. Член Правительственной орфографической комиссии, председатель терминологической комиссии при Международном комитете славистов.
В «Очерках по синтаксису русских народных говоров» (1953) впервые в русском языкознании рассмотрел вопрос синтаксиса разговорной речи.
Автор учебных пособий, один из создателей «Свода русского правописания».
Вместе с Сергеем Ивановичем Ожеговым составил Орфографический словарь русского языка (Москва, 1958). Также составил справочник «Современный русский язык. Пунктуация» (М., 1974).
Участвовал в редакционной работе над изданием сочинений А. И. Герцена и М. Горького.

## Основные работы
Книги
- Русский язык; учебник по грамматике, правописанию и развитию техники речи: Для рабочих факультетов, военных школ и школ взрослых повышенного типа. М., 1926;
- Орфография, пунктуация и техника корректуры. М., 1933 (в соавт. с М. И. Уаровым);
- Русское правописание. М., 1951 (2-е изд. 1961);
- Очерки по синтаксису русских народных говоров: строение предложения. М., 1953;
- Основы русской пунктуации. М., 1955;
- Упорядоченное русское правописание: к выходу «Правил русской орфографии и пунктуации». М., 1956;
- Современный русский язык: пунктуация. М., 1974.

Статьи
- О залогах в современном русском языке (1941);
- Об образовании наречий в современном русском языке (1947);
- Есть ли в русском языке категория состояния как часть речи? (1955)